# Viqueque-Rebellion
Die Viqueque-Rebellion (auch Bewegung von 1959, Massaker von 1959, lokal: Krieg von 1959) fand im Gebiet der heutigen Gemeinde Viqueque in Portugiesisch-Timor, dem heutigen Osttimor, statt. Sie war der letzte große Aufstand der einheimischen Bevölkerung gegen die portugiesischen Kolonialherren und wurde von einigen unzufriedenen osttimoresischen Beamten und Adligen aus den Gemeindeteilen Uato-Lari und Uatucarbau angeführt. Daneben war auch eine Gruppe von Indonesiern beteiligt, was zu Spekulationen über eine Verwicklung des Nachbarlandes in die Rebellion führte.
Über die Viqueque-Rebellion wurde in der Besatzungszeit durch Indonesien (1975–1999) für Propagandazwecke viel gesprochen. Da diese Rebellion schlecht organisiert war, wird ihrer hingegen im heutigen freien Osttimor nicht in besonderem Maße gedacht. Da ihre Aufdeckung befürchtet wurde, hatten sich die Aufständischen  ohne genügende  Vorbereitungen zu früh erhoben.

## Situation vor der Rebellion

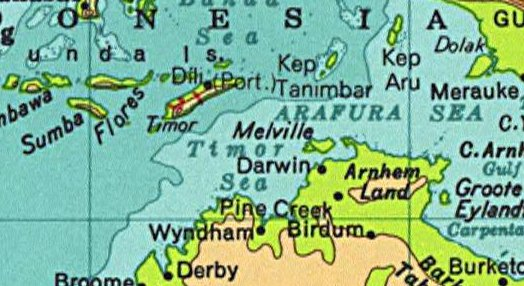
Karte mit Portugiesisch-Timor zwischen Indonesien und Australien

Nach dem Zweiten Weltkrieg und der damit einhergehenden japanischen Besetzung kam die Kolonie 1945 wieder unter portugiesische Kontrolle. Kurz darauf erkämpfte sich Indonesien die Unabhängigkeit von den Niederlanden. Das niederländische Westtimor wurde Teil Indonesiens. 1951 erhielt Portugiesisch-Timor den Status einer Überseeprovinz. 1962 versuchte Indonesien Westneuguinea zu besetzen, um seine Unabhängigkeit zu verhindern, und letztendlich wurde 1963 eine Übergabe an Indonesien vereinbart. Indonesische Diplomaten erklärten vor den Vereinten Nationen, dass ihr Land kein Interesse an Gebieten außerhalb des ehemaligen Niederländisch-Ostindien habe. Portugiesisch-Timor wurde hier explizit genannt. Grund dafür war auch die Bindung indonesischer Kräfte in Westneuguinea, wo man versuchte, die Kontrolle zu gewinnen. Zweifel an der Aussage blieben aber aufgrund der antikolonialen Polemik der Regierung Indonesiens.
In der Nachkriegszeit wurde die Zwangsarbeit durch die Portugiesen wieder vorangetrieben, um die Kriegsschäden zu beseitigen. Jeder Suco musste Arbeiter für jeweils einen Monat zur Verfügung stellen und die Führer der Sucos erhielten ausgeweitete Rechte, um genügend Zwangsarbeiter auszuheben. Menschenrechtsverletzungen durch Beamte und Landbesitzer waren üblich. Unterstaatssekretär für Überseeangelegenheiten Carlos Abecassis hinterließ 1956 nach seinem Besuch in der Kolonie Gouverneur César Maria de Serpa Rosa (1950–1958) entsetzt Anordnungen zur Verbesserung der Situation auf 17 Seiten. Unter anderem wurde die Abschaffung körperlicher Strafen gefordert, es kam aber nur zu wenigen Änderungen.

## Ablauf
Der Auslöser für die Rebellion sollen die Zwangsarbeit, hohe Steuern und die allgemeinen Missstände gewesen sein. Einhellige Meinung herrscht aber darüber, dass die Rebellion nicht spontan ausbrach, sondern von langer Hand geplant war. Als Agitatoren werden Indonesier beschuldigt, die zuvor in Portugiesisch-Timor Asyl erhalten hatten. Sie gehörten ursprünglich der vom amerikanischen CIA unterstützten Permesta-Bewegung an, die aus Sulawesi stammte und gegen die Zentralregierung in Jakarta kämpfte. Einige Quellen bezeichnen sie als indonesische Agenten, die einen weitgehenden Aufstand auslösen wollten, um einen Abzug der Portugiesen und eine Integration von Osttimor in Indonesien zu erreichen. Andere Quellen geben an, dass die Permesta-Anhänger planten Portugiesisch-Timor als Basis für Operationen im östlichen Indonesien zu nutzen.

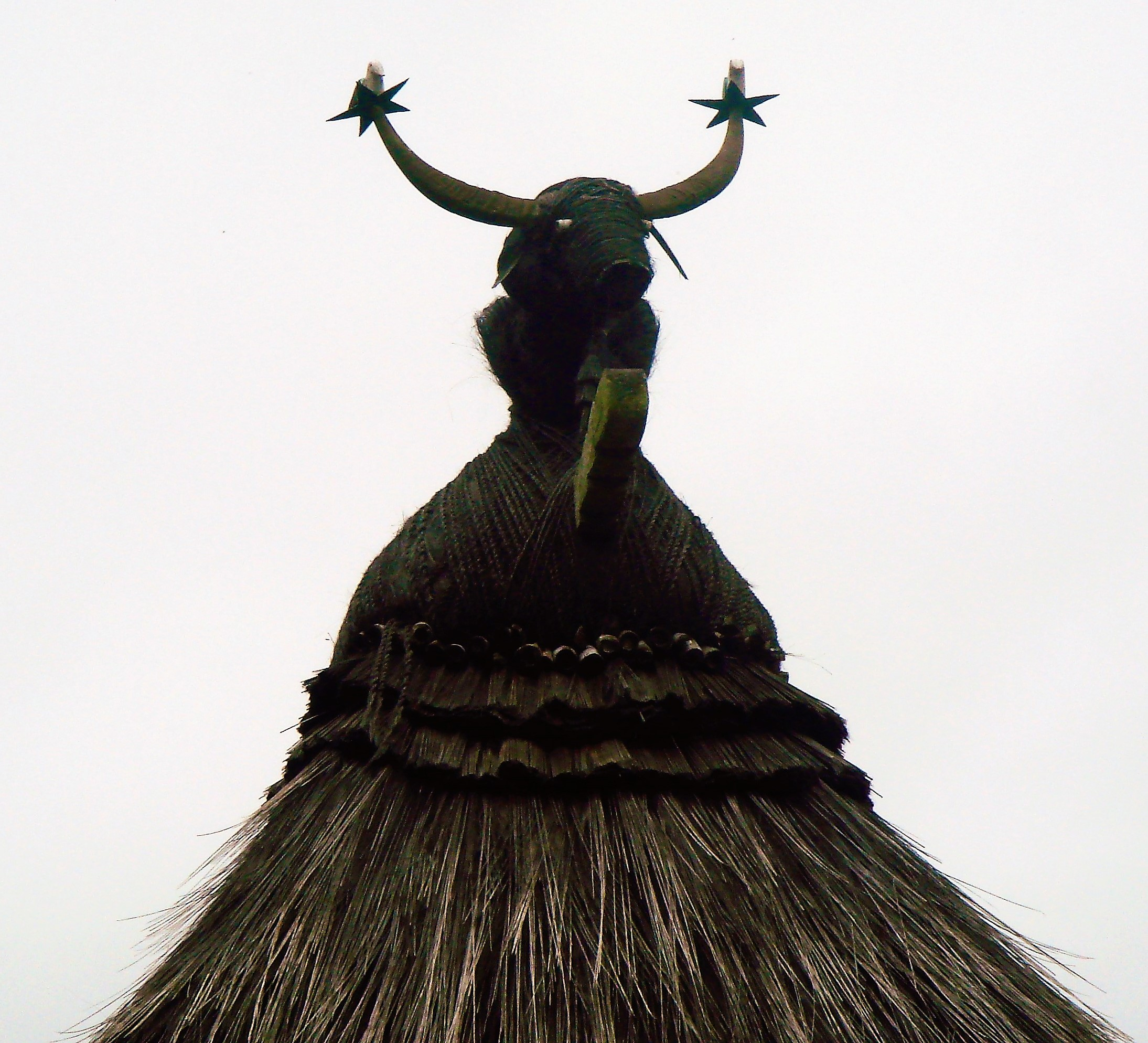
Dachschmuck in Babulo

Knapp ein Jahr hatte Permesta zuvor das indonesische Westtimor lose unter ihrer Kontrolle gehalten, bis sie im März 1958 von indonesischen Truppen besiegt wurde. 14 Angehörigen von Permesta (vor allem Westtimoresen, dazu ein Mann aus Sumatra und einer aus Manado) gelang am 27. März die Flucht in die portugiesische Exklave Oecusse mit einem Boot voll mit Gewehren und Munition. Portugal gewährte ihnen Asyl als lebendes Propagandaobjekt gegen Dekolonisation. Man brachte sie zunächst nach Baucau, wo sie in der Herberge Estalagem de Santiago untergebracht wurden. Ende Dezember 1958 wurden fünf der Indonesier nach Uato-Lari (heute Uato-Lari Leten, Suco Babulo, Gemeinde Viqueque) gebracht, nachdem es innerhalb der Gruppe zum Streit kam. Die neun Permesta in Baucau beteiligten sich an Plänen timoresischer Aktivisten für einen Aufstand.
Die Indonesier in Viqueque freundeten sich mit José Manuel Duarte an, einem mestizischen Beamten in der Wetterstation, und Amaro Loyola Jordão de Araújo, einem timoresischen Finanzbeamten im Ruhestand, der schwere Vorwürfe gegen die Kolonialverwaltung erhob. Der sino-timoresische Luís „Xina“ da Costa Rêgo, Fahrer der Landwirtschaftsabteilung in Dili, war der führende Kopf unter den an der Verschwörung beteiligten Staatsangestellten. Auf einer Fahrt nach Uato-Lari fand er unter den einheimischen Adligen dort und aus Uatucarbau Verbündete für seine Pläne, darunter António da Costa Soares, auch António Metan genannt, ein Nachkomme des Liurais (Herrscher) von Afaloicai, nördlich von Uato-Lari. Metan war zu diesem Zeitpunkt chefe de povação, ein Dorfvorsteher, der unterhalb eines Liurais stand. Er hegte einen persönlichen Groll gegen den damaligen Administrator des Postos Uato-Lari, Eduardo Caeiro Rodrigues. Ihm warf Metan, neben dem Abschlachten von Vieh in jüngster Vergangenheit, Korruption in der lokalen Verwaltung vor. Laut Metan unterschlug Rodrigues große Anteile der Zahlungen der australischen Firma Timor Oil an den Posto für die Erkundung nach Erdöl bei Aliambata (Suco Babulo).
Xina hatte mit anderen timoresischen Beamten bereits für den 28. Mai 1958 einen Aufstand geplant. An diesem Tag feierten die zwei größten portugiesischen Freizeitclubs den Jahrestag ihrer Gründung. Wegen Verzögerungen verlegte man die Pläne auf die Silvesternacht vom 31. Dezember 1959. Gouverneur Filipe Barata berichtete später, dass die Verschwörer planten, die Kolonialhauptstadt Dili unter ihre Kontrolle zu bringen, nachdem eine Gruppe Aufständischer aus Baucau nach Dili marschiert wären, darunter die neun Permesta-Mitglieder. Gleichzeitig sollte es in Aileu zu einem Aufstand kommen. Die Machtübernahme sollte innerhalb einer Stunde erfolgen und an den eingenommenen Orten die Flagge Indonesiens gesetzt werden. Anderen Angaben zufolge wollte Xina die portugiesischen Verwaltungsmitglieder als Geiseln nehmen und von Lissabon eine neue Regierung fordern. Dabei sollte Gewalt nur im Notfall eingesetzt werden. Später behauptete die Polizei, die Verschwörer hätten ein dramatisches Massaker auf der Neujahrsfeier in Dili, die Freilassung Dutzender Macau-chinesischer Gefangener und die Übernahme des größten Waffen- und Munitionslagers der Kolonie geplant.
„Leutnant“ Gerson Pello, ein Rotinese aus der indonesischen Exilantengruppe, förderte die Gruppe in Viqueque. Pello versprach Xina, Indonesien würde den Aufstand unterstützen. Metan traf Pello erstmals im März 1959. Zu diesem Zeitpunkt waren bereits 34 Mann kampfbereite Mitglieder der Verschwörung in Uato-Lari.
Jedoch hatten die portugiesischen Behörden bereits Ende Mai von der Verschwörung erfahren. Einerseits heißt es, dass die wütende Ehefrau eines der drei Hauptverschwörer die Behörden in Baucau informierte. Nach anderen Angaben hatte ein timoresischer Aktivist Jaime Garcia Goulart, den Bischof von Dili, informiert und dieser die offiziellen Stellen. Xina, João „Chiquito“ Pereira da Silva, eine Krankenschwester aus Manatuto, und José „Zeca“ de Sousa Gama aus Laga wurden bereits am 1. Juni verhaftet. Innerhalb kürzester Zeit nahm die Polizei unter Kommandant Sargento Manuel da Câmara aus Madeira insgesamt 68 Personen in Dili, Aileu, Letefoho und Baucau fest. Oft reichte schon die Nennung eines Namens im Verhör für eine Verhaftung. Viele Aussagen entstanden durch Androhung von Gewalt. Unter den Arrestierten waren Chinesen, vier arabischstämmige Timoresen, Mestizen und afrikanische Beamte. Drei Verhaftete waren Angestellte der Post und des Telegraphenamtes, drei Co-Chauffeure, drei Mitarbeiter des indonesischen Konsulates, zwei von der Staatsdruckerei (Imprensa Nacional), zwei vom Gesundheitsdienst, zwei Seeleute, eine Person von der Mission zur Untersuchung endemischer Krankheiten, ein Beamter der Banco Nacional Ultramarino, ein Zollbeamter, ein Assistenzlehrer, ein Katechist, ein Kellner und ein Maler. Der Rest wurde als Person ohne Beruf registriert, meist Bauern oder arbeitslose Freunde der Beamten. Die größte Aufregung verursachte die Verhaftung von Francisco de Araújo, einem älteren Herren und einem der wenigen einheimischen Timoresen, die Mitglied im Regierungsrat (Concelho do Governo) waren.

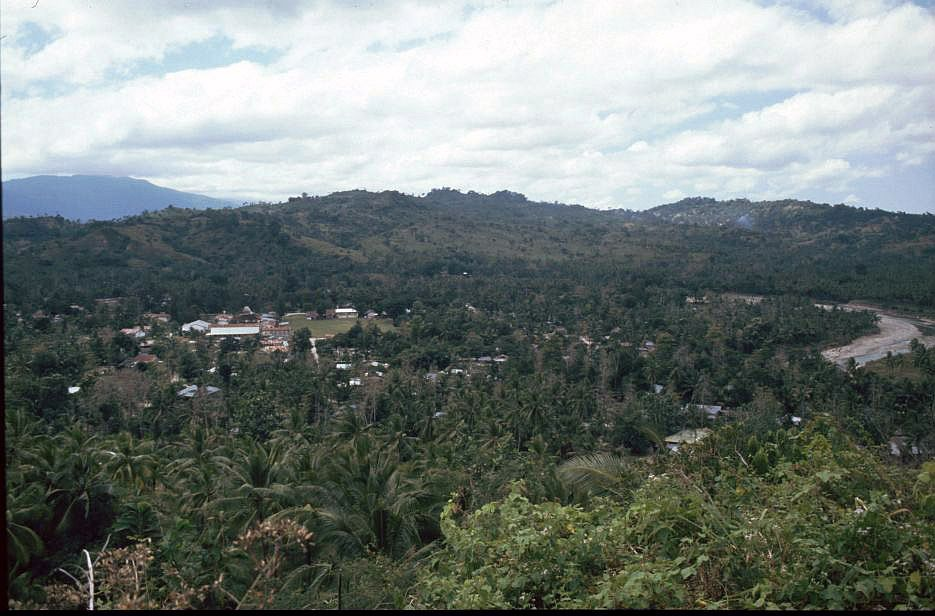
Blick auf den Ort Viqueque

Am Abend des 6. Juni wurde auch Artur Marques Ramos, der portugiesische Administrator von Viqueque, von den Behörden in Dili über die Aufstandspläne informiert. Unter anderem wurde angeordnet, Metan zu verhaften, dessen Name in einem Verhör gefallen war. Zufällig hatte Ramos ausgerechnet mit jenen Männern, die nun verdächtigt wurden, zuvor am selben Tag Fußball gespielt. Er beschrieb den Ermittlern gegenüber deren Verhalten als „absolut normal“. Ramos hielt es auch für unwahrscheinlich, dass die Permesta in Uato-Lari darin verwickelt sein könnten. Nur widerwillig beauftragte der Administrator seine Cipaios mit der Verhaftung von Metan. Zudem wies er an, dass Metan, bevor er über Nacht in der Gefängniszelle einsitzen sollte, ein Bad im Fluss nehmen sollte. Es mag Ramos entgangen sein, dass „ein Bad im Fluss nehmen“ auf Timor eine Umschreibung für „Tod“ ist. Metan fürchtete um sein Leben und bat bei seiner Verhaftung, zuerst einen Anzug holen zu dürfen, den er im Haus seines Freundes Amaro Araújo aufbewahre. Dort traf Metan auf Pello und andere Verschwörer und berichtete, dass sie aufgeflogen seien.
Man sah sich nun gezwungen zu handeln. Der geflohene Metan wurde von Pello mit einem der indonesischen Exilanten nach Uato-Lari geschickt, wo sie nach Einbruch der Nacht ankamen. Metan forderte seinen Cousin, den dortigen Chef der Cipaios, auf, die Flagge Portugals einzuholen und die Telegraphenkabel zu kappen. Andere Quellen berichten von einem erfolgreichen Angriff der Aufständischen auf den portugiesischen Posten in Uato-Lari.
Am Abend versammelten sich in der Stadt Viqueque 30 Rebellen, die indonesischen Exilanten, Zivilbeamte und Arbeiter einer Kokosnussplantage, vor der Verwaltung und dem Sitz des portugiesischen Administrators. Der Administrator und seine Familie sollten als Geiseln genommen werden, doch Ramos gelang die Flucht zum Posten in Ossu, das als loyal zu Portugal galt. Der Legende nach waren die Rebellen von zu viel Palmwein betrunken. Ihnen gelang es aber, einige 8-mm-Kropatscheck-Gewehre und Munition in die Hände zu bekommen. Die Munition war allerdings schon so alt, dass sie nicht mehr funktionierte, und die Gewehre stammten aus dem vorigen Jahrhundert. Ramos verständigte von Ossu aus per Telefon die Verwaltung in Baucau und Dili.
Die Aufständischen zogen nach Uatucarbau im äußersten Osten Viqueques, wo Metans Schwager Fernando Pinto ein Adliger und Dorfchef war und den Rebellen Unterstützung zugesagt hatte. Drei Tage mussten sie dort wegen schwerer Regenfälle bleiben, bevor sie weiter nach Baguia vordrangen. Die Portugiesen vermuteten, dass die Rebellen von dort weiter an die Nordküste Timors ziehen wollten, um dort auf indonesische Unterstützung von Wetar oder Kisar zu treffen. Allerdings fehlte den weniger als hundert Rebellen das Element der Überraschung und die nötige Bewaffnung, um das Forte de Baguia einzunehmen. Ihnen standen dort Berufssoldaten der primeira linha und ein Militärlaster mit einem Maschinengewehr aus Baucau gegenüber. Die Rebellen wurden zurückgeschlagen, woraufhin sie sich wieder in die Region Uato-Lari/Uatucarbau zurückzogen.
Während sich die Indonesier in einer Höhle am Matebian versteckten, zerstreuten sich die timoresischen Rebellen. Jene, die sich den Portugiesen stellten, wurden getötet, darunter auch der Permesta Jobert Moniaga aus Manado. Die Portugiesen hatten inzwischen timoresische Hilfstruppen (Arraias) herangezogen: Makasae aus Baucau, Venilale und Ossu, Tetum aus Viqueque und Makalero und Fataluku aus Lautém, auf den Ruf von Lautéms Administrators José da Serra Frazão, d. h. Gruppen, die in Rivalität mit den einheimischen Naueti standen, auch wegen offener Rechnungen aus der Zeit des Zweiten Weltkrieges. Diese Strafexpeditionen griffen nun Uato-Lari und Uatucarbau an. Man kann allerdings keine klaren ethnischen Linien in dem Konflikt ziehen. In Uato-Lari und Uatucarbau lebten Makasae und Naueti Seite an Seite und die Makasae dort wurden ebenso Opfer ihrer Verwandten aus dem Hochland. Sie plünderten und raubten alles von Wert, inklusive Saatgut, Haustieren und Kleidung. Als Frazão am 13. Juni im Ort Uatucarbau ankam, trat João Mariano, Chef der lokalen Cipaios, als Zeichen der Loyalität in die portugiesische Flagge gehüllt, aus dem Büro des Subdistrikts, um sich zu ergeben. Frazão befahl Mariano, die Flagge herunterzunehmen, und erschoss ihn aus nächster Nähe. Der Ort wurde geplündert und gebrandschatzt. Einheimische sprechen von bis zu 200 Toten in Uatocarbau und den umgebenden Dörfern. Mindestens drei Liurais der Matebianregion wurden von aufgebrachten Gruppen ermordet und deren Köpfe den Portugiesen in Baguia überreicht. Insgesamt starben fünf Liurais der elf heimgesuchten Sucos.
Sieben Rebellen wurden am 17. Juni auf Befehl von Ramos und Capitano Barreiros am Fluss Bebui in Uato-Lari hingerichtet. Einer der Hingerichteten war Abílio de Meneses, der Liurai von Afaloicai/Uato-Lari. Die Leichen ließ man den Fluss hinuntertreiben. Die Militäroperation wurde am 18. Juni für beendet erklärt und die Arraias nach Hause geschickt. Die Rädelsführer wurden in der Stadt Viqueque festgenommen und nach Dili gebracht, darunter auch die vier überlebenden Permesta aus Viqueque. Auch die neun Permesta in Baucau wurden nun verhaftet.

## Folgen
Die Rebellion war zu Ende, ohne dass sie überhaupt in der ausländischen Presse Erwähnung fand. Selbst die Medien des benachbarten Australien berichteten nicht über die Vorgänge. Mangels offizieller Aufzeichnungen schwankt die geschätzte Zahl der Toten zwischen 50 und unwahrscheinlichen 40.000. Unter den Toten war kein Portugiese. Martinho da Costa Lopes, Priester und der spätere Bischof von Dili, wurde als Gesandter der portugiesischen Regierung Augenzeuge zahlreicher öffentlicher Hinrichtungen.
Die ersten elf der Anfang Juni Verhafteten wurden am 8. Juni an Bord des Passagierschiffes N/M India nach Lissabon geschickt. Am 4. Oktober 1959 folgten auf der N/M India die vier indonesischen Hauptbeschuldigten und 53 Timoresen, darunter als „timoresischer Gefangener mit Sonderstatus“ Francisco de Araújo. In Singapur sprangen die vier Indonesier bei Nacht über Bord, wurden aber später von den örtlichen Behörden wieder zurückgebracht. Bereits im Südatlantik wurde die M/S India angewiesen, die 52 einfachen Timoresen in Lobito (Angola) an Land zu bringen. Von dort aus wurden sie in ein Straflager im Hochland von Bié gebracht. Sie berichteten später, dass sie dort gut behandelt wurden. Immerhin gab es hier keine Folter, so wie in Dili. Die Indonesier und Araújo kamen in Lissabon ins Gefängnis, wurden aber Ende Mai 1960 mit den elf ersten Timoresen ebenfalls nach Angola deportiert. 15 Monate Untersuchungen und Gerichtsverhandlungen folgten. 32 von ihnen, darunter die Gefangenen aus Aileu, Baucau, Letefoho und die meisten aus Dili wurden schließlich im Februar 1961 als „nicht schuldig“ befunden und auf Bewährung freigelassen. Sie wurden aber verpflichtet, sich in Biés Provinzhauptstadt Silva Porto niederzulassen und sich dort Arbeit zu suchen. Am 27. Mai 1961 wurden weitere 31, die als „am meisten verantwortlich für den Zwischenfall“ angesehen wurden, unter den gleichen Bedingungen entlassen. Im August 1961 wurden 31 Rebellen nach Colonato do Limpopo im südlichen Mosambik gebracht, wo sie den Status „eingeschränkte Transmigranten“ erhielten. Amaro de Araújo verfasste 1960 im angolanischen Exil ein Memorandum über die Geschichte der Rebellion. Ab 1968 durften die Rebellen Angola und Mosambik wieder verlassen. Ein Teil kehrte nach Portugiesisch-Timor zurück, viele aber zogen es vor, in Portugal zu leben.
Noch 1959 begann als direkte Folge des Aufstands die Polícia Internacional e de Defesa do Estado PIDE (Polizei für Internationale Angelegenheiten und Verteidigung des Staates) ihre Arbeit in der Kolonie. Diese Geheimpolizei der portugiesischen Diktatur war berüchtigt für ihre Anwendung von Gewalt und Folter. Das Regime war für Unruhen in den Kolonien sensibilisiert, da es im selben Jahr auch zu blutigen Auseinandersetzungen mit streikenden Hafenarbeitern in Portugiesisch-Guinea gekommen war. Die PIDE übernahm die Bewachung politischer Gefangener und auch der timoresischen Exilanten in Afrika. 1969 übernahm die Direção-Geral de Segurança DGS (Generaldirektion Sicherheit) die Aufgabe. Kein Zufall war es wohl auch, dass ebenfalls 1959 der Australian Secret Intelligence Service (ASIS) eine Auslandsstelle in Dili eröffnete, die dritte überhaupt.
1961 versuchten einige Timoresen in Batugade an der Grenze zu Indonesien mit dessen Unterstützung eine Republik auszurufen. Der Aufstand wurde schnell niedergeschlagen und die Rebellen flohen nach Indonesien, wo sie eine Exilregierung gründeten, die aber bedeutungslos blieb. Erst nach der Nelkenrevolution 1974 in Portugal begann die Kolonialmacht, Portugiesisch-Timor für die Unabhängigkeit vorzubereiten. Mehrere der nach Timor zurückgekehrten Rebellen gehörten, wie zum Beispiel Frederico Almeida Santos da Costa, zu den 36 Gründern der Partei APODETI, die einen Anschluss der bisherigen portugiesischen Kolonie an Indonesien propagierte und von Indonesien finanziert wurde. Nach der Besetzung Osttimors durch Indonesien erhielten APODETI-Mitglieder, darunter ehemalige Rebellen, bevorzugt Posten in der indonesischen Administration. Einige von ihnen kamen in das lokale Parlament und wurden Geschäftsleute. Eine kleine Gruppe der zurückgekehrten Rebellen wurde Anhänger der FRETILIN, die für ein unabhängiges Osttimor kämpfte. Kinder und Verwandte von ihnen waren später im Widerstand gegen die indonesischen Besatzer aktiv.

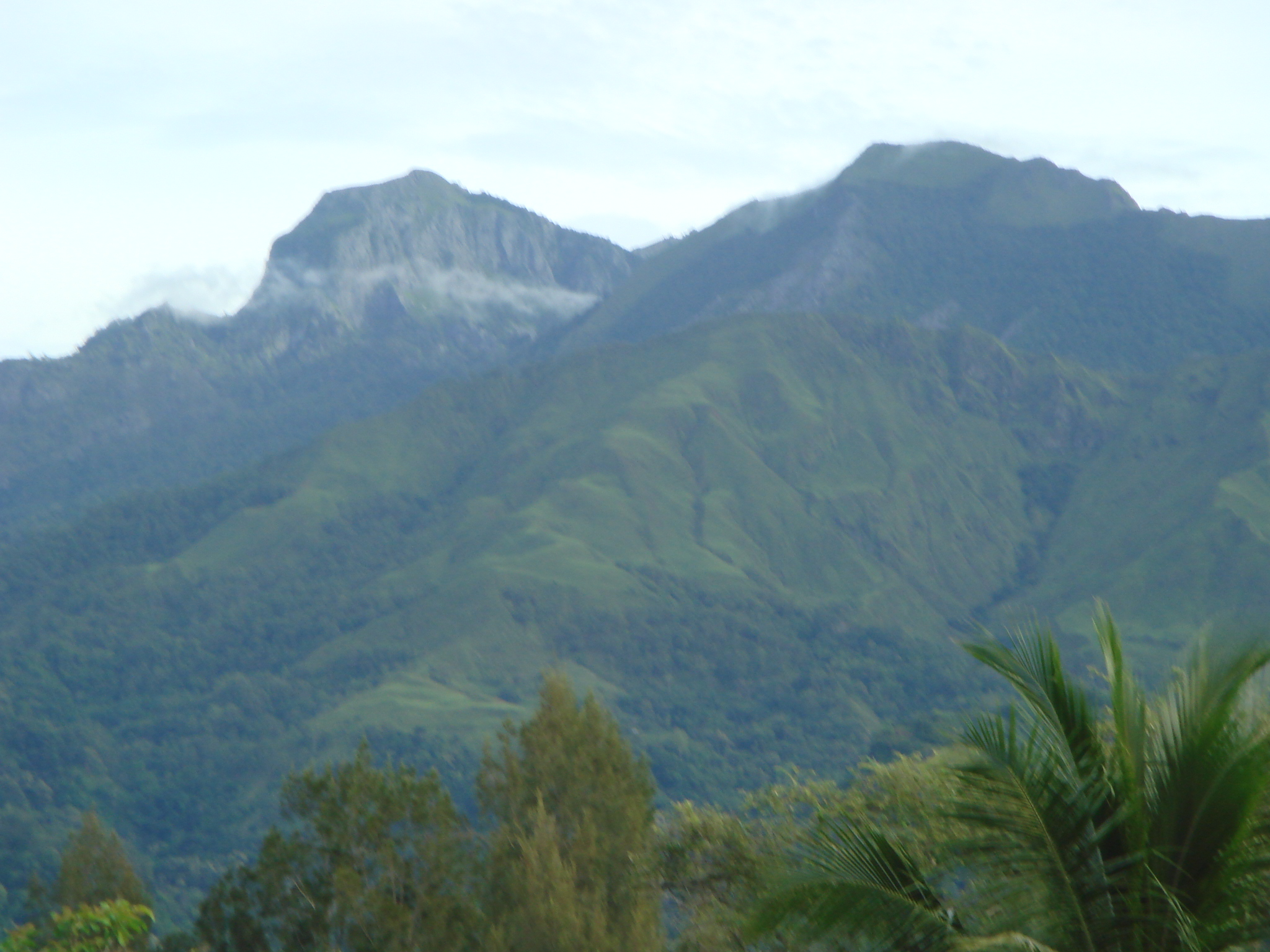
Der Matebian von Uato-Lari aus gesehen

In Uato-Lari wurden 1964 die lokalen Führer dazu gezwungen, den Anbau von Reis in den Küstenebenen zu gestatten, um die Landwirtschaft auszubauen. Die ansässige Bevölkerung hatte nur in den höheren Ebenen Trockenreis angebaut. Zur Bewirtschaftung der Felder mussten Arbeitsgruppen abgestellt werden, zudem wanderten Menschen aus Afaloicai und der Umgebung des Matebians ein. Zunächst als Saisonarbeiter, später siedelten sie sich an. Die Reisexporte aus Uato-Lari stiegen von 1961 bis 1969 auf das 74fache.
Als es im August 1975 im Vorfeld des portugiesischen Abzugs aus Timor zum Bürgerkrieg zwischen der FRETILIN und der UDT kam, war die APODETI kaum involviert. Erst als sich am Ende des Jahres die indonesische Invasion abzeichnete, ging die FRETILIN gegen APODETI-Mitglieder vor. In Aileu, Maubisse und Same wurden hunderte APODETI- und UDT-Mitglieder von FRETILIN-Einheiten hingerichtet. António Metan war einer der Ermordeten in Aileu, die dort in einem Massengrab begraben wurden. Von nun an galt er als Märtyrer der pro-indonesischen Bewegung. Am 7. Dezember 1975 begann die offene Invasion Osttimors durch die Indonesier. Die FRETILIN evakuierte einen Großteil der Zivilisten aus Uato-Lari an die Hänge des Matebians. Gleichzeitig wurden Liurais, die nicht der FRETILIN angehörten, gefangen genommen, einige Adlige wurden hingerichtet. Dies betraf zumeist Unterstützer der Rebellion von 1959, was zur endgültigen Verbindung von ehemaligen Rebellen und Pro-Indonesiern führte.
Nach der Viqueque-Rebellion hatten viele Angehörige der Naueti-Ethnie, die in Uato-Lari und vor allem Uatucarbau lebt, Land und Vieh verloren. Die portugiesische Verwaltung hatte es an loyale Timoresen gegeben, die hauptsächlich der Ethnie der Makasae angehörten. Während der indonesischen Besatzung wurde ein großer Teil dieser Zwangsenteignungen rückgängig gemacht, so dass die Naueti nun als Profiteure der Okkupation galten. Der Sohn von António Metan war der erste indonesische Administrator (Camat) von Uato-Lari und trug die Verantwortung der Umverteilung der Büffelherden und von Landrechten. Der Wohlstand des Clans der Rebellen stieg aufgrund der guten Beziehungen zu indonesischer Verwaltung und Militär in den 1980er und 1990er Jahren merklich an. Unter den Profiteuren waren die selbsternannten Nachkommen der Rebellen von 1959.
Im Unabhängigkeitsreferendum in Osttimor 1999 unterstützten viele ehemalige Rebellen und ihre Familien die Autonomielösung innerhalb des indonesischen Staates. Nach der Entscheidung für die Unabhängigkeit zogen viele von ihnen ins indonesische Westtimor oder nach Dili. Mit Abzug der Indonesier brachen die Konflikte zwischen den Einwohnern im Osten Viqueques wieder hervor. Dörfer, die die Unabhängigkeitsbewegung unterstützten (zumeist Makasae aus Macadique und Matahoi), forderten Land und Eigentum zurück, das Naueti während der indonesischen Besatzung erhalten hatten. Die pro-indonesischen Clans verloren massiv an Status und Prestige. Die UNTAET versuchte mit einem „Mediation Council“ ab Juni 2000 den Konflikt zu lösen, aber man kam mit den 130 registrierten Streitfällen nur langsam voran. Immer wieder kam es seitdem zu Unruhen und Zusammenstößen zwischen den verschiedenen Dörfern, Clans und Ethnien.

## Bewertung
Umstritten ist das Maß der Unterstützung der Permesta 14 durch den indonesischen Konsul in Dili, Nazwar Jacub, auch wenn sie eigenmächtig erfolgt sein soll. Die einzigen Hinweise darauf, die portugiesische Behörden vorlegen konnten, waren eine ungewöhnlich große Bestellung von Fotoausrüstung, die anti-portugiesischen Äußerungen des Konsuls, als seine Frau im schlecht ausgerüsteten Krankenhaus in Dili starb, und sein freundschaftliches Verhältnis zu den Exilanten. Jacub, der aus Sumatra stammte, hatte sie im Dezember 1958 in Baucau besucht. Der Konsul wurde bereits am 3. Juni 1959 von Indonesien abberufen und durch Tengku Usman Hussin ersetzt. Interessanterweise verließ Jacub Portugiesisch-Timor auf demselben Schiff, wie die elf Anfang Juni verhafteten Verschwörer, am 8. Juni auf der N/M India. Letzte Zweifel bleiben, ob Jakarta nicht doch in die Viqueque-Rebellion verwickelt war. Überraschend ist, dass die timoresischen Dorfchefs, die die Rebellion anführten, manchmal ihre Gefolgsleute gar nicht kannten. So konnte einer in einem Polizeiverhör keinen der 30 Namen der Mitglieder seiner Gruppe nennen.
Zum einen wird die Rebellion als ethnischer Konflikt zwischen Naueti und Makasae eingeschätzt, wobei oft stark vereinfacht scharf entlang der verschiedenen Ethnien die Konfliktlinie gezogen wird. Andere sehen in dem Aufstand die Tat einiger „dummer“ timoresischer Männer, die sich von den Lügen indonesischer „Narren“ haben aufwiegeln lassen. Generell kann man den Aufstand nur als improvisierte Reaktion auf die Entdeckung der Verschwörung durch die Portugiesen ansehen. Der ethnische Konflikt war nicht Ziel der Verschwörer und sie konnten ihn auch nicht vorhersehen. José Manuel Duarte schrieb 1960 in einem Memorandum:

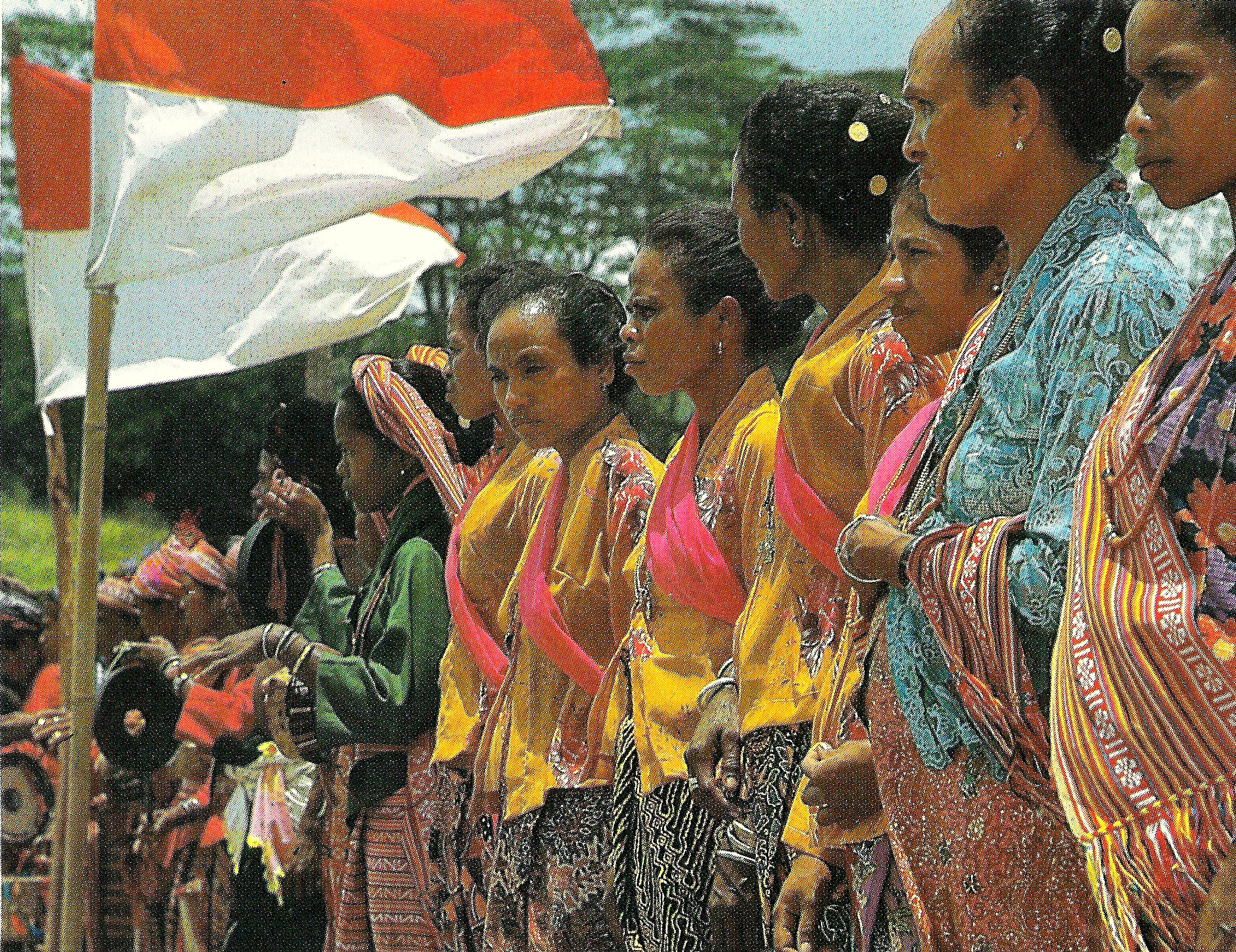
Indonesisches Propagandabild von 1984: „Die Timoresen mit ihrer Nationalflagge, rot und weiß“

„Bis heute hat man uns noch nicht zu Freiheit, Gleichheit und Brüderlichkeit geführt, wir werden wie Sklaven behandelt.“

An der Rebellion Beteiligte nannten die mangelnde Gerechtigkeit unter der portugiesischen Herrschaft als Grund für den Aufstand. Beamte und Assimilados wurden zwar wie Portugiesen besteuert, erlebten aber im Alltag Diskriminierungen und Geringschätzungen. Sie sahen keine Möglichkeiten zum sozialen oder beruflichen Aufstieg. Duarte kritisierte in seinem Memorandum auch die Bevorzugung chinesischer Händler, die hohen Steuerbelastungen und das Fehlen von einer elementaren Ausbildung. Letztlich fehlte den Rebellen aber die breite Unterstützung.
Später wurde die Viqueque-Rebellion von der indonesischen Propaganda für ihr Bestreben der Integration Osttimors in den Nachbarstaat missbraucht. APODETI-Mitglieder gaben in Jakarta die Broschüre Associação Popular Democrática Timorense heraus. Das Werk diente der Heroisierung an der Rebellion beteiligter Parteimitglieder, ohne die indonesischen Mitverschwörer zu erwähnen. Die APODETI wollte sich als erste timoresische, politische Bewegung darstellen, älter als die anderen 1974 gegründeten Parteien. Viele Familien der Aufständischen von 1959 unterstützten die APODETI. Die Rebellion wurde zum „mythischen Ursprung“ der osttimoresischen Bewegung. Pro-indonesische Clanführer aus dem Osten Viqueques nutzten Lima sembilan (′59) in Konflikten um Ressourcen und Macht. In indonesischen Schulbüchern wurde die Viqueque-Rebellion als früher Ruf nach der Integration Osttimors in Indonesien dargestellt. Dramatisierend erfand man die Legende, António Metan habe in Uato-Lari die erste Flagge Indonesiens über Osttimor gesetzt. Gerade in den 1990ern gab es, laut Aussage eines Angestellten der Bildungsamts in Osttimor, ein großes Interesse, die Geschichte so darzustellen, dass die Osttimoresen sich schon lange vor 1975 danach gesehnt hätten, Teil Indonesiens zu werden. 1996 wurden mehrere der ursprünglichen indonesischen Teilnehmer nach Osttimor eingeladen und die von den Portugiesen Verbannten als Veteranen geehrt. Im April 1999 gründete Eurico Guterres, Neffe von António Metan, in Viqueque eine pro-indonesische Miliz namens 59/75. Folge der Vereinnahmung durch die indonesische Propaganda ist, dass die Viqueque-Rebellion bei den meisten Osttimoresen zur Zeit des indonesischen Abzugs kein positives Bild hatte.

## Belege

### Hauptbelege
- Ernest Chamberlain: The 1959 Rebellion in East Timor: Unresolved Tensions and an Unwritten History. In: Swinburne Press (Hrsg.): Proceedings of the Understanding Timor-Leste Conference, Universidade Nasional Timor-Lorosa‘e, Dili, Timor-Leste, 2–3 July 2009. 2010, ISBN  85590-831-9 (defekt), S. 174–178 (englisch, tlstudies.org [PDF; 4,0 MB; abgerufen am 7. Juni 2019]).
- Patricia Dexter: Historical Analysis of Population Reactions to Stimuli – A case of East Timor. (PDF; 1, MB) Australian Department of Defence, 2004, archiviert vom Original (nicht mehr online verfügbar) am 13. September 2007 (englisch).
- Geoffrey C. Gunn: History of Timor, verfügbar vom Centro de Estudos sobre África, Ásia e América Latina, CEsA der TU-Lissabon (PDF-Datei; 805 kB).
- Janet Gunter: Communal Conflict in Viqueque and the ‘Charged’ History of ‘59. In: The Asia Pacific Journal of Anthropology. 8:1, 2007, S. 27–41 (englisch). ISSN 1444-2213, doi:10.1080/14442210601177977